# Canberra International Tennis 2015
Il Canberra International Tennis 2015 è stato un torneo maschile e femminile di tennis professionistico. È la 1ª edizione del torneo maschile, facente parte della categoria Challenger 125 nell'ambito dell'ATP Challenger Tour 2015, con un montepremi di 50000 $. È la 1ª edizione del torneo femminile, facente parte della categoria ITF Women's Circuit nell'ambito del ITF Women's Circuit 2015, con un montepremi di 50000 $. Si è giocato dal 1° all'8 novembre sui campi in cemento del Canberra Tennis Centre di Canberra, in Australia.

## Singolare maschile

### Teste di serie
| Nazionalità | Giocatore       | Ranking* | Testa di serie |
| ----------- | --------------- | -------- | -------------- |
| Australia   | John Millman    | 77       | 1              |
| Australia   | Matthew Ebden   | 124      | 2              |
| Australia   | Jordan Thompson | 164      | 3              |
| Regno Unito | Brydan Klein    | 187      | 4              |
| Australia   | Luke Saville    | 203      | 5              |
| Stati Uniti | Connor Smith    | 250      | 6              |
| Cina        | Li Zhe          | 269      | 7              |
| Australia   | Alex Bolt       | 275      | 8              |

* Ranking al 19 ottobre 2015.

### Altri partecipanti
I seguenti giocatori hanno ricevuto una wild card per il tabellone principale:
- Jacob Grills
- Harry Bourchier
- Christopher O'Connell
- Bradley Mousley

Il seguente giocatore è entrato in tabellone usando il Protected ranking:
- Greg Jones

I seguenti giocatori sono passati dalle qualificazioni:
- Blake Mott
- Oliver Anderson
- Sebastian Fanselow
- Jake Delaney

Il seguente giocatore è entrato in tabellone come lucky losers:
- Daniel Hobart

## Singolare femminile

### Teste di serie
| Nazionalità   | Giocatrice        | Ranking* | Testa di serie |
| ------------- | ----------------- | -------- | -------------- |
| Stati Uniti   | Alexa Glatch      | 138      | 1              |
| Giappone      | Eri Hozumi        | 177      | 2              |
| Paesi Bassi   | Cindy Burger      | 184      | 3              |
| Giappone      | Misa Eguchi       | 205      | 4              |
| Cina          | Zhang Yuxuan      | 210      | 5              |
| Svezia        | Susanne Celik     | 241      | 6              |
| Russia        | Natela Dzalamidze | 253      | 7              |
| Corea del Sud | Lee So-ra         | 267      | 8              |

* Ranking al 26 ottobre 2015.

### Altre partecipanti
Le seguenti giocatrici hanno ricevuto una wildcard per il tabellone principale:
- Maddison Inglis
- Tammi Patterson
- Olivia Tjandramulia

Le seguenti giocatrici sono passate dalle qualificazioni:
- Destanee Aiava
- Veronica Corning
- Jennifer Elie
- Jessica Wacnik

La seguente giocatrice è entrata in tabellone usando il Protected ranking:
- Yuki Chiang

La seguente giocatrice è entrata in tabellone come lucky losers:
- Ilona Kremen

## Campioni

### Singolare maschile
Benjamin Mitchell ha sconfitto in finale  Luke Saville con il punteggio di 5-7, 6-0, 6-1.

### Singolare femminile
Asia Muhammad ha sconfitto in finale  Eri Hozumi con il punteggio di 6-4, 6-3.

### Doppio maschile
Alex Bolt /  Andrew Whittington hanno sconfitto in finale  Brydan Klein /  Dane Propoggia con il punteggio di 7-62, 6-3.

### Doppio femminile
Misa Eguchi /  Eri Hozumi hanno sconfitto in finale  Lauren Embree /  Asia Muhammad con il punteggio di 7-613, 6-3, [14-12].